# 숨이고기과
숨이고기과(Carapidae)는 첨치목에 속하는 조기어류 물고기 과이다. 대서양과 인도양 그리고 태평양의 수심 2000m 깊이의 열대 수역에서 발견된다. 몸은 가늘고 길며, 비늘이 없고 투명하다. 등지느러미가 뒷지느러미보다 짧다. 성체가 되면, 대부분의 종은 다양한 무척추동물 숙주 사이에서 공생하며 살아가며, 일부는 해삼 몸 안에서 기생한다. 유충은 자유 유영을 한다.

## 하위 분류
숨이고기과는 다음과 같이 분류한다.
- Carapinae
  - Carapus
  - Echiodon
  - Encheliophis
  - Onuxodon
- Pyramodontinae
  - Eurypleuron
  - Pyramodon
  - Snyderidia
- Tetragondacninae
  - Tetragondacnus